# Paragus hokusankoensis
Paragus hokusankoensis är en tvåvingeart som beskrevs av Tokuichi Shiraki 1930. Paragus hokusankoensis ingår i släktet stäppblomflugor, och familjen blomflugor.
Artens utbredningsområde är Taiwan. Inga underarter finns listade i Catalogue of Life.